# Campionati mondiali di canoa/kayak 1954
I quarti Campionati mondiali di canoa/kayak si sono svolti a Mâcon (Francia) nel 1954.

## Medagliere
| Pos. | Paese          | Oro | Argento | Bronzo | Totale |
| ---- | -------------- | --- | ------- | ------ | ------ |
| 1    | Ungheria       | 5   | 4       | 5      | 14     |
| 2    | Svezia         | 4   | 4       | 0      | 8      |
| 3    | Germania Ovest | 2   | 2       | 3      | 7      |
| 4    | Austria        | 2   | 1       | 1      | 4      |
| 5    | Cecoslovacchia | 1   | 2       | 1      | 4      |
| 6    | Francia        | 0   | 1       | 1      | 2      |
| 7    | Norvegia       | 0   | 0       | 2      | 2      |
| 8    | Romania        | 0   | 0       | 1      | 1      |

## Medaglie Canoa

### C1 1000m
| Posizione | Atleta         | Paese          | Tempo |
| --------- | -------------- | -------------- | ----- |
|           | János Parti    | Ungheria       |       |
|           | István Hernek  | Ungheria       |       |
|           | Jaroslav Poupa | Cecoslovacchia |       |

### C1 10000m
| Posizione | Atleta          | Paese          | Tempo |
| --------- | --------------- | -------------- | ----- |
|           | Jiri Vokner     | Cecoslovacchia |       |
|           | František Čapek | Cecoslovacchia |       |
|           | István Hernek   | Ungheria       |       |

### C2 1000m
| Posizione | Atleta                        | Paese    | Tempo |
| --------- | ----------------------------- | -------- | ----- |
|           | Kurt Liebhart Engelbert Lulla | Austria  |       |
|           | István Bodor Jozsef Tuza      | Ungheria |       |
|           | Ferenc Csonka Mihaly Sasvary  | Ungheria |       |

## Medaglie Kayak

### K1 500m
| Posizione | Atleta               | Paese          | Tempo |
| --------- | -------------------- | -------------- | ----- |
|           | Gert Fredriksson     | Svezia         |       |
|           | Meinrad Miltenberger | Germania Ovest |       |
|           | Mircea Anastasescu   | Romania        |       |

| Posizione | Atleta              | Paese    | Tempo |
| --------- | ------------------- | -------- | ----- |
|           | Therese Zenz        | Saar     |       |
|           | Friederike Schwingl | Austria  |       |
|           | Tove Nielsen        | Norvegia |       |

### K1 4x500m
| Posizione | Atleta                                                           | Paese    | Tempo |
| --------- | ---------------------------------------------------------------- | -------- | ----- |
|           | Lars Glasser Carl-Ake Ljung Bert Nilsson Gert Fredriksson        | Svezia   |       |
|           | Ervin Szorenyi Andras Sovan Ferenc Hatlaczky Ferenc Wagner       | Ungheria |       |
|           | Max Raub Herbert Wiedermann Alfred Schmidtberger Hermann Salzner | Austria  |       |

### K1 1000m
| Posizione | Atleta           | Paese    | Tempo |
| --------- | ---------------- | -------- | ----- |
|           | Gert Fredriksson | Svezia   |       |
|           | Louis Gantois    | Francia  |       |
|           | Ferenc Hatlaczky | Ungheria |       |

### K1 10000m
| Posizione | Atleta           | Paese          | Tempo |
| --------- | ---------------- | -------------- | ----- |
|           | Ferenc Hatlaczky | Ungheria       |       |
|           | Milos Pech       | Cecoslovacchia |       |
|           | Harald Eriksen   | Norvegia       |       |

### K2 500m
| Posizione | Atleta                                | Paese          | Tempo |
| --------- | ------------------------------------- | -------------- | ----- |
|           | Ernst Steinhauer Meinrad Miltenberger | Germania Ovest |       |
|           | Bengt Lingfors Valter Wredberg        | Svezia         |       |
|           | Ferenc Wagner Andras Sovan            | Ungheria       |       |

| Posizione | Atleta                           | Paese          | Tempo |
| --------- | -------------------------------- | -------------- | ----- |
|           | Hilda Pinter Klara Banfalvi      | Ungheria       |       |
|           | Valeria Lieskzovzky Vilma Egresi | Ungheria       |       |
|           | Lisa Schwarz Gisela Amail        | Germania Ovest |       |

### K2 1000m
| Posizione | Atleta                          | Paese          | Tempo |
| --------- | ------------------------------- | -------------- | ----- |
|           | György Meszaros István Mészáros | Ungheria       |       |
|           | Michael Scheuer Gustav Schmidt  | Germania Ovest |       |
|           | Helmut Noller Gunther Krammer   | Germania Ovest |       |

### K2 10000m
| Posizione | Atleta                             | Paese          | Tempo |
| --------- | ---------------------------------- | -------------- | ----- |
|           | Maximilian Raub Herbert Wiedermann | Austria        |       |
|           | Sigvard Johansson Rolf Fjellmann   | Svezia         |       |
|           | Theodor Klein Ernst Steinhauer     | Germania Ovest |       |

### K4 1000m
| Posizione | Atleta                                                     | Paese    | Tempo |
| --------- | ---------------------------------------------------------- | -------- | ----- |
|           | Imre Vagyoczki László Kovács Laszlo Nagy Zoltan Szigeti    | Ungheria |       |
|           | Einar Pihl Ebbe Frick Ragnar Eurlin Stig Andersson         | Svezia   |       |
|           | Maurice Graffen Marcel Renaud Louis Gantois Robert Enteric | Francia  |       |

### K4 10000m
| Posizione | Atleta                                                        | Paese    | Tempo |
| --------- | ------------------------------------------------------------- | -------- | ----- |
|           | Einar Pihl Ebbe Frick Ragnar Eurlin Stig Andersson            | Svezia   |       |
|           | Hans Wetterström Carl Sundin Sigvard Johansson Rolf Fjellmann | Svezia   |       |
|           | János Urányi István Mészáros György Meszaros Ferenc Varga     | Ungheria |       |